# رودني شنايدر
رودني شنايدر (بالهولندية: Rodney Sneijder)‏ (31 مارس 1991 أوترخت هولندا - ) هو لاعب كرة قدم هولندي، يلعب كلاعب وسط.

## روابط خارجية
- رودني شنايدر على موقع الاتحاد الأوربي (الإنجليزية)
- رودني شنايدر على موقع قاعدة بيانات كرة القدم.إي يو (الإنجليزية)
- رودني شنايدر على موقع Soccerbase.com (لاعب) (الإنجليزية)
- رودني شنايدر على موقع Soccerway.com (الإنجليزية)
- رودني شنايدر على موقع عالم كرة القدم.نت (الإنجليزية)